# جريج جاريت
جريج جاريت (بالإنجليزية: Gregg Jarrett)‏ هو صحفي ومحامي أمريكي، ولد في 7 أبريل 1955 في كاليفورنيا في الولايات المتحدة.

## وصلات خارجية
- جريج جاريت على موقع IMDb (الإنجليزية)
- جريج جاريت على موقع قاعدة بيانات الفيلم (الإنجليزية)